# Labahågården
Labahågården är en museibyggnad i Øvre Neiden i Sør-Varangers kommun i Finnmark fylke i Norge.
Labahågården grundades av Mikko Lapa-aho omkring 1871. Denne hade invandrat från Idensalmi i Norra Savolax i Finland under nödåren på 1860-talet och arbetade 
som fiskare i Vadsø innan han bröt mark och etablerade ett nybygge vid Neidenälven. 
Labahå är en förnorskning av Lapa-aho. Gården har på norska officiellt namnet Nedre Bjørknes och kallas också Bogerud, från "bog" (renens skuldror) och "rud" (röjning). 
Labahågården ligger nära Neidenälvens norra strand. Älven var en bra laxälv. Gården ligger också nära ett vadställe, som ingår i en gammal vandringsled mellan Sevettijärvi i Enare kommun i Finland via Neiden till Karlebotn vid Varangerfjorden. 
Boningshuset, som är byggt enligt finländsk byggnadstradition, uppfördes 1896 och var bebott till 1954. Inga andra äldre hus på gården är bevarade. 